# Stanzach
Stanzach je obec v Rakousku ve spolkové zemi Tyrolsko v okrese Reutte.
Žije zde 515 obyvatel (1. 1. 2024).